# Rodrigues Alves (kommun i Brasilien)
Rodrigues Alves är en kommun i Brasilien.   Den ligger i delstaten Acre, i den västra delen av landet, 2 900 km väster om huvudstaden Brasília. Antalet invånare är 14 334.
I omgivningarna runt Rodrigues Alves växer i huvudsak städsegrön lövskog. Runt Rodrigues Alves är det glesbefolkat, med 10 invånare per kvadratkilometer.